# Ichneumon gestuosus
Ichneumon gestuosus är en stekelart som beskrevs av Cresson 1877. Ichneumon gestuosus ingår i släktet Ichneumon och familjen brokparasitsteklar. Inga underarter finns listade i Catalogue of Life.